# 그레고리 헬름스
그레고리 헬름스(Gregory Helms, 1974년 7월 12일 ~ )는 본명은 그레고리 쉐인 헬름스(Gregory Shane Helms) 미국의 프로레슬링선수다. 현재는 TNA에서 에이전트로 활약중이다.

## 수상
- WWE 월드 태그팀 챔피언 (구 버전) 2회
- WWE 유러피언 챔피언 1회
- WWE 하드코어 챔피언 1회
- WWE 크루져웨이트 챔피언 (구 버전) 2회
- WCW 크루져웨이트 챔피언 1회
- WCW 하드코어 챔피언 1회